# La collana della felicità
Pour plus de détails, voir Fiche technique et Distribution.
La collana della felicità est un film dramatique italien réalisé par Carlo Campogalliani, sorti en 1916.

## Fiche technique
- Titre : La collana della felicità
- Réalisation : Carlo Campogalliani
- Scénario :
- Photographie :
- Producteur : Arturo Ambrosio
- Société de production : Ambrosio Film
- Pays de production :  Royaume d'Italie
- Format : Noir et blanc - 1,33 : 1 - Mono
- Genre : Film dramatique
- Durée : 40 minutes (0 h 40)
- Date de sortie :
  - Royaume d'Italie : janvier 1916

## Distribution
- Carlo Campogalliani
- Tullio Carminati
- Helena Makowska